# Suicide Island
Suicide Island (自殺島?, Jisatsutō) è un manga scritto e disegnato da Kōji Mori, pubblicato sulla rivista Young Animal dal novembre 2008 all'agosto 2016 e poi raccolto in diciassette volumi tankōbon. In Italia è stata distribuito dalla RW Edizioni sotto l'etichetta Goen dal 4 luglio 2015 al 24 settembre 2021.

## Trama
(Frase introduttiva, posta all'inizio di ogni volume)
La storia vede la società giapponese far fronte ad un immenso problema, l'altissimo tasso di suicidi giovanili e al cospicuo investimento di risorse per evitare che ciò accada. La situazione non può andare avanti ancora a lungo e perciò il governo adotta una soluzione estrema per risolvere la questione; tutti coloro che non vorranno più vivere dovranno firmare un particolare documento che gli consentirà di essere trasportati su un'isola deserta dalla quale non si potrà fuggire in alcun modo. Qui si ritroverà un gruppo di ragazzi, che dopo aver sottoscritto l'apposito atto, perderanno tutti i loro diritti in quanto esseri umani, dandogli così la completa libertà di poter realizzare i propri desideri di morte, optare per lo spirito di sopravvivenza oppure dare sfogo ai propri istinti animaleschi.
(Frase di congedo, al termine del diciassettesimo e conclusivo volume dell'opera)

## Manga
In Giappone il manga è composto da 168 capitoli usciti sulla rivista Young Animal e poi raccolti in 17 volumi, usciti tra il 2009 ed il 2016.
In Italia il manga è stato pubblicato da RW Edizioni sotto l'etichetta Goen nella collana Nyu Collection dal 4 luglio 2015 al 24 settembre 2021.
| 1  | 28 agosto 2009 | ISBN 978-4-592-14621-6 | 4 luglio 2015     | ISBN 978-88-6712-343-8 |
| 1  | Capitoli - 1. L'isola dei suicidi - 2. La sete - 3. La notte senza legge - 4. La terrazza - 5. Il coltello - 6. "La pesca" - 7. I non dotati - 8. La forza - 9. Le creature meravigliose - 10. I requisiti |                        |                   |                        |
| 2  | 29 gennaio 2010 | ISBN 978-4-592-14622-3 | 5 settembre 2015  | ISBN 978-88-6712-374-2 |
| 2  | Capitoli - 11. Eiko - 12. Una tomba senza nome - 13. La partenza - 14. I cervi, l'isola e noi - 15. Il buio e la luce - 16. L'accampamento notturno e il mantello - 17. Vivere e uccidere - 18. Strappare una vita - 19. Sulle loro vite - 20. L'isolano                                                                 |                        |                   |                        |
| 3  | 29 giugno 2010 | ISBN 978-4-592-14623-0 | 26 settembre 2015 | ISBN 978-88-6712-378-0 |
| 3  | Capitoli - 21. L'isola senza legge - 22. Il nome - 23. Dentro di me - 24. Il ritorno e le incertezze - 25. Domande e risposte - 26. Ryo - 27. Ryo II - 28. La partenza - 29. Il cane da caccia - 30. Trascinati dalla corrente                                                                                           |                        |                   |                        |
| 4  | 29 novembre 2010 | ISBN 978-4-592-14624-7 | 28 novembre 2015  | ISBN 978-88-6712-408-4 |
| 4  | Capitoli - 31. Il naufragio - 32. I malvagi - 33. La montagna - 34. Amici - 35. Le scuse - 36. L'incubo - 37. Il ritorno - 38. L'isolamento - 39. L'opposizione - 40. Quello che per me è importante |                        |                   |                        |
| 5  | 28 aprile 2011 | ISBN 978-4-592-14625-4 | 5 marzo 2016      | ISBN 978-88-6712-448-0 |
| 5  | Capitoli - 41. A pesca con l'arpione - 42. Nuove increspature - 43. A pesca con il palamito - 44. I compagni non dotati - 45. In agguato - 46. A caccia di cinghiali - 47. Nuove preoccupazioni - 48. Tomo - 49. Tomo II - 50. Presentimento di tempesta                                                                 |                        |                   |                        |
| 6  | 29 settembre 2011 | ISBN 978-4-592-14626-1 | 3 giugno 2016     | ISBN 978-88-6712-495-4 |
| 6  | Capitoli - 51. L'oscurità comincia a muoversi - 52. La vera natura - 53. La confusione - 54. Il gruppo del porto - 55. I negoziati falliti - 56. L'esitazione - 57. Gli ospiti - 58. Una capanna per due - 59. Una storia toccante - 60. Il nome e il giuramento                                                         |                        |                   |                        |
| 7  | 29 marzo 2012 | ISBN 978-4-592-14627-8 | 24 giugno 2017    | ISBN 978-88-6712-534-0 |
| 7  | Capitoli - 61. Il nostro luogo - 62. Il significato della nostra esistenza - 63. Vivere giorno per giorno - 64. Il peccato e la punizione - 65. Ken e Sugimura - 66. Miki - 67. La decisione di Miki - 68. L'addio - 69. Sei e Kai - 70. Un incontro casuale                                                             |                        |                   |                        |
| 8  | 28 settembre 2012 | ISBN 978-4-592-14628-5 | 11 novembre 2017  | ISBN 978-88-6712-742-9 |
| 8  | Capitoli - 71. Il futuro - 72. Il secondo gruppo - 73. L'intruso - 74. La prima notte - 75. Andare in ricognizione - 76. La trappola - 77. Un presentimento di guerra - 78. L'assassino - 79. Norio - 80. Lo scudo |                        |                   |                        |
| 9  | 29 maggio 2013 | ISBN 978-4-592-14629-2 | 16 maggio 2020    | ISBN 978-88-6712-789-4 |
| 9  | Capitoli - 81. La battaglia - 82. Ryo e Ryu - 83. Il secondo attacco - 84. La fuga - 85. Quello che si ottiene nelle difficoltà - 86. La decisione di Ken - 87. Stupidi - 88. Una brava bambina - 89. Nao e Reiko - 90. La cattura                                                                                       |                        |                   |                        |
| 10 | 29 novembre 2013 | ISBN 978-4-592-14630-8 | 6 giugno 2020     | ISBN 978-88-6712-829-7 |
| 10 | Capitoli - 91. Il processo - 92. Esecuzione - 93. La decisione di Ryu - 94. La fuga - 95. Forte desiderio - 96. Ryu - 97. Leader - 98. Ciò che fa sentire soddisfatti - 99. Ostaggio - 100. L'arco di Liv |                        |                   |                        |
| 11 | 29 maggio 2014 | ISBN 978-4-592-14631-5 | 14 settembre 2020 | ISBN 978-88-6712-940-9 |
| 11 | Capitoli - 101. Il salvataggio di Tomo - Parte 1 - 102. Il salvataggio di Tomo - Parte 2 - 103. Il salvataggio di Tomo - Parte 3 - 104. Guerra e pace - 105. Colui che tende l'arco - 106. Decisioni di maggioranza e democrazia - 107. Al futuro - 108. Partenza - 109. Oltre le montagne - 110. Una nuova vita         |                        |                   |                        |
| 12 | 29 ottobre 2014 | ISBN 978-4-592-14632-2 | 19 febbraio 2021  | ISBN 978-88-6712-992-8 |
| 12 | Capitoli - 111. Per vivere... - 112. Trauma - 113. Due sentimenti - 114. Una vita - 115. Messaggio salvato - 116. Il luogo di Minoru - 117. La vita di Nao - 118. Il mondo esterno - 119. Il piano di Sawada - 120. L'attacco                                                                                            |                        |                   |                        |
| 13 | 29 maggio 2015 | ISBN 978-4-592-14633-9 | 26 marzo 2021     | ISBN 978-88-9284-032-4 |
| 13 | Capitoli - 121. Presentimento - 122. La logica di Sawada - 123. Lo squalo - 124. Caccia allo squalo - Parte uno - 125. Caccia allo squalo - Parte due - 126. Raffreddore ed erbe medicinali - 127. L'onda d'oro - 128. La determinazione di Boshi - 129. Qualcosa di sorprendente - 130. Il Paradiso                     |                        |                   |                        |
| 14 | 27 novembre 2015 | ISBN 978-4-592-14634-6 | 16 aprile 2021    | ISBN 978-88-9284-083-6 |
| 14 | Capitoli - 131. Le cose che ha lasciato Minoru - 132. Se combattessimo - 133. L'omicidio - 134. L'assedio - 135. Verso la guerra - 136. La battaglia decisiva - 137. L'assalto - 138. Scontro al cancello - 139. La minaccia - 140. Il giudizio di Boshi                                                                 |                        |                   |                        |
| 15 | 29 giugno 2016 | ISBN 978-4-592-14635-3 | 30 luglio 2021    | ISBN 978-88-9284-099-7 |
| 15 | Capitoli - 141. La missione di salvataggio - 142. Una scalata rischiosa - 143. L'irruzione - 144. Per chi... - 145. L'attacco da due lati - 146. Perdonare o uccidere - 147. L'inseguimento - 148. Gli ultimi attimi di Sawada - 149. Arrivederci...                                                                     |                        |                   |                        |
| 16 | 28 ottobre 2016 | ISBN 978-4-592-14636-0 | 17 settembre 2021 | ISBN 978-88-9284-100-0 |
| 16 | Capitoli - 150. La vita dà i suoi frutti - 151. Tae - 152. Una serata di sole donne - 153. Le donne - 154. La risposta che stavamo cercando - 155. Vite che si legano - 156. L'ultima preoccupazione - 157. Il matrimonio - 158. All'ombra dei festeggiamenti                                                            |                        |                   |                        |
| 17 | 28 ottobre 2016 | ISBN 978-4-592-14637-7 | 24 settembre 2021 | ISBN 978-88-9284-126-0 |
| 17 | Capitoli - 159. Quella notte - 160. Il posto dove Ryo farà ritorno - 161. Ciò di cui l'isola ha bisogno - 162. Un luogo dove aspettare - 163. L'istinto omicida - 164. Il limite di tempo - 165. Un alleato del destino - 166. Il mare silenzioso - 167. Il sole al tramonto per Kai - Capitolo finale. L'isola di Ikiru |                        |                   |                        |